# Oryzias javanicus
Oryzias javanicus är en fiskart som först beskrevs av Bleeker, 1854.  Oryzias javanicus ingår i släktet Oryzias och familjen Adrianichthyidae. Inga underarter finns listade i Catalogue of Life.